# Rhaphidophora discolor
Rhaphidophora discolor — вид квіткових рослин із родини Araceae, роду Rhaphidophora. Це ліана, рідним ареалом якої є Нова Гвінея.